# Seconde bataille de Wawer
Insurrection de novembre 1830
Batailles
- Stoczek
- Dobra
- Kałuszyn
- Wawer
- Nowa Wieś
- Białołęka
- Grochow
- Kurow
- Wawer
- Debe Wielkie
- Domanice
- Iganie
- Kazimierz Dolny
- Ostrołęka
- Wola

La seconde bataille de Wawer (polonais : Druga bitwa pod Wawrem) était un engagement armé entre les troupes polonaises et impériales russes survenu le 31 mars 1831 pendant l'insurrection de Novembre. Elle a été l'une des premières batailles d'une offensive polonaise réussie planifiée par le général Ignacy Prądzyński (en). La victoire polonaise a conduit à une autre bataille victorieuse plus tard dans la journée, celle de Dębe Wielkie.